# Leroy Coralie
Leroy Coralie (Victoria, 16 de julio de 1989) es un futbolista seychellense que juega en la demarcación de centrocampista para el Red Star Defence Forces FC del Campeonato seychelense de fútbol.

## Selección nacional
Hizo su debut con la selección de fútbol de Seychelles el 15 de noviembre de 2011 en un encuentro de clasificación para la Copa Mundial de Fútbol de 2014 contra Kenia. Su segundo partido, en calidad de amistoso se celebró una semana después, esta vez contra Maldivas. Su tercer partido se produjo cinco años después, el 2 de junio de 2016, en un encuentro de clasificación para la Copa Africana de Naciones de 2017 contra Argelia que finalizó con un resultado de 0-2 a favor del combinado argelino tras los goles de Hillel Soudani y de Yassine Benzia. Además disputó la Copa COSAFA 2016, la Copa COSAFA 2017 y la Copa COSAFA 2018.

## Clubes
| Club                       | País       | Año       |
| -------------------------- | ---------- | --------- |
| St Michel United FC        | Seychelles | 2008-2018 |
| Red Star Defence Forces FC | Seychelles | 2018-     |

## Palmarés

### Campeonatos nacionales
| Título                           | Club                | País       | Año  |
| -------------------------------- | ------------------- | ---------- | ---- |
| Campeonato seychelense de fútbol | St Michel United FC | Seychelles | 2011 |
| Campeonato seychelense de fútbol | St Michel United FC | Seychelles | 2012 |
| Campeonato seychelense de fútbol | St Michel United FC | Seychelles | 2014 |
| Campeonato seychelense de fútbol | St Michel United FC | Seychelles | 2015 |
| Copa de Seychelles               | St Michel United FC | Seychelles | 2011 |
| Copa de Seychelles               | St Michel United FC | Seychelles | 2013 |
| Copa de Seychelles               | St Michel United FC | Seychelles | 2014 |
| Copa de Seychelles               | St Michel United FC | Seychelles | 2015 |